# Berta Scharrer
Pour les articles homonymes, voir Scharrer.
Berta Vogel Scharrer, née à Munich le 1er décembre 1906 et morte le 23 juillet 1995 à New York, est une scientifique et universitaire américaine d'origine allemande. Elle est connue pour ses travaux dans le champ de la neuroendocrinologie. 

## Biographie
Berta Vogel est la fille de Johanna Weiss Vogel et de Karl Philip Vogel, juge et vice-président du tribunal fédéral de Bavière. Elle prépare un doctorat dans le laboratoire de Karl von Frisch, futur co-lauréat du prix Nobel, et elle soutient sa thèse en 1930, à l'université de Munich. En 1937, elle choisit l'exil, plutôt que de s'inscrire au parti nazi et de prêter serment de loyauté envers Hitler, profitant d'une bourse d'études Rockfeller à l'université de Chicago d'une année que reçoit son mari, Ernst Scharrer,. Le couple obtient la nationalité américaine en 1945. 
Berta Scharrer est membre fondateur en septembre 1955 puis professeure au Albert Einstein College of Medicine de l'université Yeshiva, jusqu'en 1978, puis professeure émérite. Elle meurt le 23 juillet 1985.

## Recherches
Berta Scharrer contribue dans le champ de la neuroimmunologie. Elle est rédactrice en chef adjointe de la revue Advances in Immunology.

## Hommages et distinctions
Scharrer est élue membre de l'Académie américaine des arts et des sciences en 1967. Elle est docteur honoris causa de l'université Harvard en 1982. En 1983, le président Reagan lui décerne la National Medal of Science pour  ses travaux sur la neurosécrétion et les neuropeptides. 
Elle reçoit la médaille Schleiden de biologie cellulaire de la Léopoldina en 1983 et est membre de l'Académie nationale des sciences.
L'Escala scharrerae (en), blatte endémique australienne est nommée d'après elle.

## Publications
- Neuropeptides and immunoregulation (1994) New York City,  (ISBN 0-387-57188-4)
- Functional morphology of neuroendocrine systems : evolutionary and environmental aspects (1995) New York City,  (ISBN 0-387-18155-5)
- Handbuch der mikroskopischen Anatomie des Menschen, Bd. 6., Blutgefäss- und Lymphgefässapparat: Innersekretorische Drüsen T. 5., Die Nebenniere. Neurosekretion (1954)
- The structure of the ring-gland (Corpus allatum) in normal and lethal larvae of Drosophila melanogaster (1938), Washington, D.C.